# 한남규 (축구 선수)
한남규(1994년 2월 3일 ~ )는 대한민국의 축구 선수로서 포지션은 공격수이다.